# Interlis
 (août 2011).
Interlis est une recommandation suisse dans le domaine des systèmes d'information géographique (SIG). Son but est de favoriser l'échange d'information et de permettre, via un modèle de métier défini, l'interopérabilité des formats informatique de donnée.
Interlis est un langage basé sur l'UML (Unified Model Language) mais avec une extension à caractère géomatique. On entend par cela, que les points, lignes, surfaces, deviennent des objets naturels du modèle. Ils sont donc gérés naturellement par le système, lorsqu'ils ont été clairement définis
Il est possible de modéliser des objets dont les dépendances peuvent être fortes, c'est le cas notamment d'une route traversant un territoire. La modélisation tient tout son rôle dans ce cas. En effet, si la route se déplace, il est possible de faire suivre les territoires environnants. On est dans un environnement orienté objet.
Interlis se base principalement sur une modélisation de l'ensemble des objets constituants notre univers proche ; par exemple : routes, terrains, arbres, maisons, etc.
De par ces éléments primaires, Interlis, dans sa version 2, peut permettre des héritages d'objets. C'est-à-dire que le modèle établi peut être spécialisé pour d'autres besoins. Par exemple, un arbre peut devenir une classe abstraite et avoir des sous-classes comme arbres résineux ou arbres feuillus. La classe mère (Arbre) permet de donner des attributs communs, comme sa taille, ses caractéristiques remarquables, etc., et les classes filles donnent des attributs plus spécifiques à chacun d'eux.
Interlis permet de définir chaque objet de façon univoque selon l'utilisation (métier).